# プブリウス・コルネリウス・スキピオ・ナシカ
プブリウス・コルネリウス・スキピオ・ナシカ（ラテン語: Publius Cornelius Scipio Nasica,  - 紀元前171年頃）は、共和政ローマの政務官。紀元前191年にコンスル（執政官）を務めた。アグノーメン（第四名）の「ナシカ」とは「高い鼻」の意。

## 一族
パトリキ（伝統的貴族）の名門コルネリウス氏族スキピオ家の出自。一族も皆コンスル経験者ばかりである。
- 祖父：ルキウス・コルネリウス・スキピオ
  - 父：グナエウス・コルネリウス・スキピオ・カルウス
    - プブリウス・コルネリウス・スキピオ・ナシカ
    - 兄弟：グナエウス・コルネリウス・スキピオ・ヒスパッルス

  - おじ：プブリウス・コルネリウス・スキピオ
    - 従兄弟：プブリウス・コルネリウス・スキピオ・アフリカヌス（大スキピオ）
    - 従兄弟：ルキウス・コルネリウス・スキピオ・アシアティクス

## 経歴
建国以来、「最高の人物」と元老院によって宣言されたのは、スキピオ・ナシカだけである。それでも、純白のトガを纏って（立候補して）二度民衆に拒否され、最後には祖国で死ぬことすら許されなかった。—大プリニウス、『博物誌』7.34.120

### 青年期
紀元前205年、ティトゥス・リウィウスによれば、幾度も石の雨が降り注いだため、『シビュラの書』が開かれ、ペッシヌスから「イーダ山の母」を迎え入れれば、いかなる敵が来ようとも勝利を得ると解読され、またアポローンの神託でも、勝利の予言が得られたため、どう迎え入れるか検討された。ローマはアシアのアッタロス1世を頼ることにし、マルクス・ウァレリウス・ラエウィヌスら5人からなる使節団を派遣した。使節団は道中デルポイに立ち寄り、そこで「ローマでも最高の人物が女神にふさわしい歓待をするべし」との神託を受けた。紀元前204年、判断基準は不明だが、グナエウス・スキピオの息子であるナシカが最良であると元老院が決定し、ナシカはクラウディア・クィンタを筆頭とする女神を運ぶための女官たちと共にオスティアへ迎えに行くと、4月12日にウィクトーリア神殿に女神を持ち込んだため、この日を記念して後にメガレシアの祝祭が行われるようになったという。

### クルスス・ホノルム
紀元前204年から199年の間にクァエストルを務めたと考えられている。
紀元前200年には、ガイウス・テレンティウス・ウァッロ、ティトゥス・クィンクティウス・フラミニヌスと共に、ウェヌシアに入植者を追加する三人委員会を務めた。
紀元前197年、グナエウス・マンリウス・ウルソと共にアエディリス・クルリス（上級按察官）に選出され、ローマ大祭を盛大に行い、3度繰り返したという。
紀元前194年、ヒスパニア・ウルテリオル担当プラエトル（法務官）に選出されると、エブロ川を越えて攻め込んだ。冬営時に、味方の士気と規律を保つため、特に必要もない船を建造させたと伝わる。翌紀元前193年、プロプラエトル（前法務官）としてヒスパニアで戦い、ルシタニア人に勝利した。帰国すると、コンスル選挙に打って出たという。
紀元前192年のコンスルの座をマンリウス・ウルソ、ルキウス・クィンクティウス・フラミニヌスと争ったものの落選し、翌年再挑戦して当選した。
紀元前191年、マニウス・アキリウス・グラブリオと共にコンスルに選出され、ボイイ族に勝利して凱旋式を挙行した。翌年もプロコンスル（前執政官）としてボイイ族と戦い、彼らに奪われた土地を奪い返した。

### 落選とその後
紀元前189年のケンソル（監察官）選挙に打って出たが、対立候補はティトゥス・クィンクティウス・フラミニヌス、コンスルの同僚グラブリオ、ルキウス・ウァレリウス・フラックス (紀元前195年の執政官)、マルクス・ポルキウス・カト・ケンソリウス（大カト）、マルクス・クラウディウス・マルケッルス (紀元前196年の執政官)といった面々で落選し、紀元前184年の選挙にも立候補したが、ルキウス・フリウス・プルプリオ、従兄弟のルキウス・スキピオ・アシアティクス、アエディリスの同僚ウルソ、ルキウス・ウァレリウス・フラックス (紀元前195年の執政官)、マルクス・フルウィウス・ノビリオル (紀元前189年の執政官)、ティベリウス・センプロニウス・ロングス (紀元前194年の執政官)、マルクス・センプロニウス・トゥディタヌス (紀元前185年の執政官)、そして大カトとの選挙戦に敗れた。
紀元前183年、ガイウス・フラミニウス (紀元前187年の執政官)、ルキウス・マンリウス・アキディヌス・フルウィアヌスと共に、アクイレイアに植民市を建設する三人委員会に選出された。またこの年、ビテュニアのペルガモン攻撃とハンニバルをかくまっていることに抗議するため、フラミニヌスが派遣されたが、スキピオ・アシアティクスと共に同行した。
紀元前171年、ヒスパニアの属州民が担当政務官による搾取を訴えたため、ルキウス・アエミリウス・パウッルス・マケドニクス、大カト、ガイウス・スルピキウス・ガッルス (紀元前166年の執政官)らと共に代理人となり、マルクス・ティティニウス・クルウス（紀元前178年プラエトル、無罪）、プブリウス・フリウス・ピルス（紀元前174年プラエトル、プラエネステへ亡命）、ガイウス・マティエヌス（紀元前173年プラエトル、ティブルへ亡命）を訴追した。

## 人物
キケロがエンニウスとの逸話を残している。ある日、エンニウスの家に行ったところ、召使いに「いない」と答えさせて居留守を使われたため、エンニウスが尋ねてきたとき、自分で「いないぞ」と答えたという。